# Stickstoff(I)-fluorid
Stickstoff(I)-fluorid ist eine chemische Verbindung bestehend aus den Elementen Stickstoff und Fluor mit der Summenformel N2F2 und zählt zu den Stickstoffhalogeniden. In der Verbindung besitzt Stickstoff die Oxidationsstufe +1.

## Darstellung
Stickstoff(I)-fluorid kann aus der thermischen Zersetzung von Fluorazid erhalten werden. Hierbei zersetzt sich Fluorazid zu Stickstoff(I)-fluorid und molekularem Stickstoff.
{\displaystyle \mathrm {2\ N_{3}F\ {\xrightarrow {\Delta T}}\ \ 2\ N_{2}\ +\ N_{2}F_{2}} }
Ein weiterer Syntheseweg besteht in der Umsetzung von Difluoramin mit Kaliumfluorid.
{\displaystyle \mathrm {2\ HNF_{2}\ +\ 2\ KF\longrightarrow \ 2\ HNF_{2}\cdot KF} }{\displaystyle \mathrm {\longrightarrow \ N_{2}F_{2}\ +\ 2\ KHF_{2}} }
Ebenfalls möglich ist die Reaktion von Natriumazid mit Fluor, bei der sich ebenfalls Stickstoff(III)-fluorid bildet.
{\displaystyle \mathrm {2\ NaN_{3}+2\ F_{2}\longrightarrow N_{2}F_{2}+2\ N_{2}+2\ NaF} }
Alternativ erfolgt die Darstellung über Photolyse von Tetrafluorhydrazin mit Brom:
{\displaystyle {\ce {N2F4 ->[hv][Br_2] N2F2 + Nebenprodukte}}}

## Eigenschaften
Stickstoff(I)-fluorid ist bei Raumtemperatur ein farbloses Gas mit einem Geruch ähnlich dem von Stickstoffdioxid, das über 300 °C in die Elemente zerfällt. Es existieren die cis- und die trans-Form als Isomere, die miteinander im thermodynamischen Gleichgewicht stehen. Die cis-Form ist hierbei das energetisch günstigere Isomer und liegt bei 25 °C zu 90 % vor. Die Verbindung reagiert mit Fluor unter Bildung von Stickstoff(III)-fluorid. Es ist gegen saure und alkalische Hydrolyse vollkommen beständig, wird jedoch von saurer Kaliumiodid-Lösung zersetzt.
Der Abstand zwischen beiden Stickstoffatomen entspricht dem einer Doppelbindung (120,9 pm im cis-, 122,4 pm im trans-Isomer). Die N-F-Bindungslänge beträgt 140,9 pm für das cis- und 139,8 pm für das trans-Isomer, was der erwarteten Bindungslänge für eine Einfachbindung entspricht.